# Де Пуатье-Лузиньян, Маргарита
Маргарита де Пуатье-Лузиньян (арм. Մարգարիտ Լուսինյան; 1276 — 1296) — королева Армении и первая жена короля Тороса III. Она была королевой с 1293 года до своей смерти. У неё было два сына: Левон IV, правивший четыре года, и Боэмунд, судьба которого неизвестна.

## Семья
Маргарет родилась в 1276 году и была дочерью короля Кипра Гуго III и Изабеллы Ибелин. У неё было 10 братьев и сестер, включая короля Кипра Иоанна I. Она была представительницей младшей ветви влиятельной французской династии Лузиньянов, которая правила государствами крестоносцев Кипром и Иерусалимом с конца XII века.

## Королева Армении
9 января 1288 года Маргарет вышла замуж за Тороса, сына короля Армении Левона III. Папа Гонорий IV дал разрешение на их брак (датировано 23 мая 1286 года). В 1289 году Левон стал предполагаемым наследником престола, а в 1293 году стал преемником своего свергнутого брата Хетума II на посту царя Киликийского армянского королевства. 8 января 1290 года в возрасте 13 или 14 лет Маргарита родила сына Леона. У неё также был второй сын, Боэмунд, судьба которого неизвестна. Маргарет была королевой в течение трех лет, вплоть до своей смерти в 1296 году в возрасте 20 лет. Её муж впоследствии женился на монголке, имя которой не сохранилось.